# خوجآباد
خوجآباد أو خوجه آباد هي قرية وعاصمة منطقة خوجآباد في ولاية أنديجان في أوزبكستان.